# Louis-Jacques Chapt de Rastignac
Pour les articles homonymes, voir Rastignac.
Louis-Jacques Chapt de Rastignac, né dans le Périgord en 1684 et mort au château de Véret le 3 août 1750, est un prélat catholique français, évêque de Tulle puis archevêque de Tours. Politiquement actif au sein du clergé, il a notamment combattu les Jésuites.

## Biographie
Il est le fils de François Chapt, marquis de Rastignac, et Jeanne Gabrielle de Clermont Vertillac.
Il est aussi un cousin d'Armand Anne Auguste Antonin Sicaire de Chapt de Rastignac, archidiacre et grand-vicaire d'Arles, député aux États généraux de 1789, de Pierre Chapt de Rastignac et de son frère, Antoine Chapt de Rastignac.
Chapt de Rastignac étudie au séminaire de Saint-Sulpice et à la Sorbonne.  
En 1722, il est nommé évêque de Tulle. Il est transféré à l'archevêché de Tours en 1723. La même année, il obtient l'abbaye Notre-Dame de La Couronne. En 1727, il est nommé à l'abbaye de la Trinité de Vendôme et en 1737, il obtient l'union de l'abbaye de Marmoutier à son évêché. 
Il assiste aux assemblées du clergé de 1723, de 1726 et de 1734, et paraît faire cause commune avec ses collègues pour la défense des droits et des décisions de l'Église. 
Lorsque Charles Gaspard Guillaume de Vintimille du Luc, archevêque de Paris, est forcé de se retirer des affaires, Rastignac, nommé agent général du clergé de France de 1740 à 1745 par la province ecclésiastique de Tours,  préside l'assemblée du clergé de 1745 et celles de 1747 et 1748. 
Chapt de Rastignac est fait commandeur de l'ordre du Saint-Esprit en 1746 et en 1748, il obtient l'abbaye de Vauluisant.
Rastignac montre un attachement très vif aux constitutions des papes, et n'omet rien pour réduire les opposants dans son diocèse. Benoît XIII le loue pour son zèle par un bref du 22 août 1725. Lors de la publication du livre du père Pichon, il donne successivement, en 1748 et 1749, trois instructions pastorales, destinées à combattre les principes des Jésuites. Les deux premières, sur la pénitence et la communion, sont déjà critiquées par les Jésuites, mais c'est la troisième instruction pastorale du 23 février 1749 qui provoque le plus de bruit. Elle roule sur la justice chrétienne, par rapport aux sacrements de pénitence et d'eucharistie. 
Sur les plaintes qui s’élèvent, le cardinal de Rohan réunit quelques évêques pour faire expliquer par l'archevêque de Tours son instruction. C'est au milieu de cette dispute que Rastignac meurt en 1750.

## Succession apostolique
Louis-Jacques Chapt de Rastignac a ordonné les évêques suivants :
- Évêque Louis-François-Renaud de Villeneuve (1724)
- Évêque Charles-Louis-Auguste Le Tonnelier de Breteuil (1725)
- Évêque François de Beaumont d'Autichamp (1741)
- Archevêque Christophe de Beaumont (1741)